# شارلوتسفيل

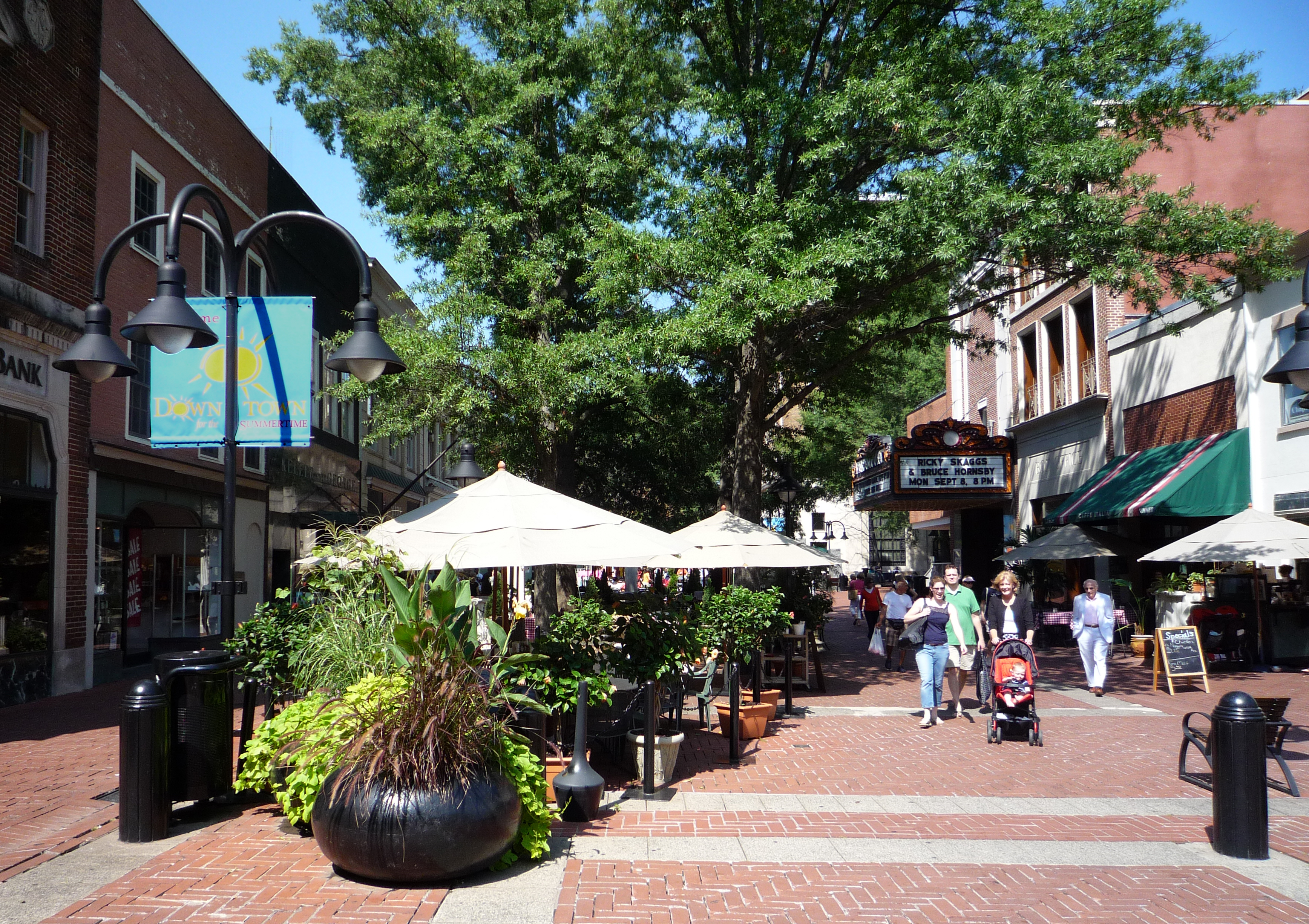

شارلوتسفيل، المعروفة محليًا باسم "سي فيل" (C'ville)، هي مدينة مستقلة تقع في ولاية فيرجينيا الأمريكية. تُعد مركز الحكم الإداري لمقاطعة ألبمارل التي تحيط بها من جميع الجهات، رغم أن كلاً من المدينة والمقاطعة يُعدّ كيانًا قانونيًا مستقلًا عن الآخر. سُميت المدينة على اسم الملكة شارلوت. ووفقًا لتعداد عام 2020، بلغ عدد سكانها 46,553 نسمة. وتدمجها دائرة التحليل الاقتصادي الأمريكية مع مقاطعة ألبمارل لأغراض إحصائية، ليصل إجمالي عدد السكان إلى قرابة 160,000 نسمة. وتشكل شارلوتسفيل القلب الحضري لمنطقة شارلوتسفيل الحضرية التي تشمل مقاطعات ألبمارل وفلوفانا وغرين ونيلسون.
احتضنت المدينة اثنين من رؤساء الولايات المتحدة، هما توماس جيفرسون وجيمس مونرو، حيث أقاما فيها خلال فترة توليهما منصب حاكم ولاية فيرجينيا، وكانا يتنقلان منها إلى العاصمة ريتشموند عبر الطريق التاريخي المعروف باسم "ثري نوتشد"، الذي يبلغ طوله 71 ميلاً (114 كيلومترًا تقريبًا). تقع مدينة أورينج، مسقط رأس الرئيس جيمس ماديسون، على بُعد 26 ميلًا (42 كيلومترًا) إلى الشمال الشرقي من شارلوتسفيل. وتضم المدينة على أطرافها الجنوبية الغربية جامعة فيرجينيا التي أسسها جيفرسون، بينما تقع مزرعته ومنزله الرئيسي "مونتيتشلو" على بُعد 5 كيلومترات إلى الجنوب الشرقي من المدينة. وتُعد كل من الجامعة ومونتيتشلو مواقع مدرجة ضمن قائمة التراث العالمي لليونسكو، وتجتذبان سنويًا آلاف الزوّار من مختلف أنحاء الولايات المتحدة.

## المناخ
يظهر الجدول التالي التغييرات المناخية على مدار السنة لشارلوتسفيل:
| البيانات المناخية لـشارلوتسفيل      | البيانات المناخية لـشارلوتسفيل | البيانات المناخية لـشارلوتسفيل | البيانات المناخية لـشارلوتسفيل | البيانات المناخية لـشارلوتسفيل | البيانات المناخية لـشارلوتسفيل | البيانات المناخية لـشارلوتسفيل | البيانات المناخية لـشارلوتسفيل | البيانات المناخية لـشارلوتسفيل | البيانات المناخية لـشارلوتسفيل | البيانات المناخية لـشارلوتسفيل | البيانات المناخية لـشارلوتسفيل | البيانات المناخية لـشارلوتسفيل | البيانات المناخية لـشارلوتسفيل |
| الشهر                               | يناير                          | فبراير                         | مارس                           | أبريل                          | مايو                           | يونيو                          | يوليو                          | أغسطس                          | سبتمبر                         | أكتوبر                         | نوفمبر                         | ديسمبر                         | المعدل السنوي                  |
| ----------------------------------- | ------------------------------ | ------------------------------ | ------------------------------ | ------------------------------ | ------------------------------ | ------------------------------ | ------------------------------ | ------------------------------ | ------------------------------ | ------------------------------ | ------------------------------ | ------------------------------ | ------------------------------ |
| الدرجة القصوى °ف (°م)               | 81 (27)                        | 84 (29)                        | 94 (34)                        | 98 (37)                        | 100 (38)                       | 105 (41)                       | 107 (42)                       | 107 (42)                       | 107 (42)                       | 98 (37)                        | 88 (31)                        | 83 (28)                        | 107 (42)                       |
| متوسط درجة الحرارة الكبرى °ف (°م)   | 45.2 (7.3)                     | 49.2 (9.6)                     | 57.6 (14.2)                    | 68.7 (20.4)                    | 75.7 (24.3)                    | 84.0 (28.9)                    | 87.5 (30.8)                    | 86.0 (30.0)                    | 79.3 (26.3)                    | 68.9 (20.5)                    | 59.0 (15.0)                    | 47.8 (8.8)                     | 67.4 (19.7)                    |
| متوسط درجة الحرارة الصغرى °ف (°م)   | 26.6 (−3.0)                    | 29.0 (−1.7)                    | 36.0 (2.2)                     | 45.6 (7.6)                     | 54.4 (12.4)                    | 63.2 (17.3)                    | 66.9 (19.4)                    | 65.4 (18.6)                    | 58.3 (14.6)                    | 47.8 (8.8)                     | 38.8 (3.8)                     | 29.9 (−1.2)                    | 46.8 (8.2)                     |
| أدنى درجة حرارة °ف (°م)             | −10 (−23)                      | −9 (−23)                       | 7 (−14)                        | 14 (−10)                       | 32 (0)                         | 40 (4)                         | 49 (9)                         | 44 (7)                         | 34 (1)                         | 26 (−3)                        | 8 (−13)                        | −3 (−19)                       | −10 (−23)                      |
| الهطول إنش (مم)                     | 3.10 (79)                      | 3.18 (81)                      | 3.89 (99)                      | 3.34 (85)                      | 4.56 (116)                     | 4.16 (106)                     | 5.31 (135)                     | 4.04 (103)                     | 4.89 (124)                     | 3.81 (97)                      | 4.01 (102)                     | 3.31 (84)                      | 47.61 (1٬209)                  |
| متوسط تساقط الثلوج إنش (سم)         | 4.6 (12)                       | 5.7 (14)                       | 2.1 (5.3)                      | .1 (0.25)                      | 0 (0)                          | 0 (0)                          | 0 (0)                          | 0 (0)                          | 0 (0)                          | 0 (0)                          | .5 (1.3)                       | 4.2 (11)                       | 17.3 (44)                      |
| متوسط أيام هطول الأمطار (≥ 0.01 in) | 9.2                            | 9.3                            | 10.7                           | 11.3                           | 12.6                           | 10.6                           | 12.2                           | 11.1                           | 9.7                            | 8.3                            | 8.9                            | 9.6                            | 123.6                          |
| متوسط الأيام المثلجة (≥ 0.1 in)     | 2.1                            | 2.2                            | .8                             | .1                             | 0                              | 0                              | 0                              | 0                              | 0                              | 0                              | .3                             | 1.5                            | 7.0                            |
| المصدر: NOAA                        |                                |                                |                                |                                |                                |                                |                                |                                |                                |                                |                                |                                |                                |

## توأمة
لشارلوتسفيل اتفاقيات توأمة مع كل من:
- باغيو آ كايانو [8]
- بيزنسون [8]
- بلفن [8]
- واينيبا [الإنجليزية]‏ [8]

## أعلام
- كلنتون دافيسون
- ميريويذر لويس
- ريتشارد بور
- كاميلا منديس
- روب لوو